# Aïcha Kassoul
Pour les articles homonymes, voir Aïcha (homonymie).
Aïcha Kassoul est enseignante-chercheuse et diplomate algérienne. Elle est également une écrivaine, romancière et scénariste.
Titulaire d'un Doctorat en Lettres, elle a enseigné à la Faculté des Lettres d'Alger. Maître de conférences habilitée à diriger les recherches, elle a notamment dirigé plusieurs travaux doctoraux.
Elle a par ailleurs assumé les fonctions de consule d'Algérie à Besançon, ville de Victor Hugo.

## Œuvres
Aïcha Kassoul écrit plusieurs livres dont: 
- Devoirs d'histoire et pouvoirs d'écriture chez Marguerite Yourcenar, une lecture critique et académique de l'Œuvre au noir, OPU  Alger, 1988
- Souci de soi dans le labyrinthe de l'histoire à travers quatre œuvres de Marguerite Yourcenar (thèse de doctorat d'État - Alger 1998 - en littérature française, en projet d'édition)
- Chroniques de l'Impure, roman cathartique sur le détournement de l'Airbus Alger-Paris en décembre 1994, Éditions Marsa, Paris, 1996
- L'Algérie en français dans le texte, Édition ANEP Alger 2003
- Ils ont dit Alger, livre d'art, Éditions RSm Alger 2003
- Albert Camus, l'assassinat post mortem, édition APIC, Alger 2004, sous la direction et en collaboration avec Mohamed Lakhdar et Thanina  Maougal.
- Les élites algériennes, histoire et conscience de caste, livre 2, sous la direction et en collaboration avec Mohamed Lakhdar Maougal, Éditions APIC, Alger 2005
- Albert Camus et le destin algérien, en collaboration avec Mohamed Lakhdar Maougal, Éditions Académicapress, Nevada USA  2006
- Mouloud Mammeri, Le démocrate impénitent, Éditions Casbah, Alger, 2008, sous la direction de Mailka Kebbas et en collaboration avec Mohamed Lakhdar Maougal
- Albert Camus et le choc des cultures, livre 1 : À l'ombre de la patrie des morts, Éditions Mille feuilles, Alger 2009
- Le pied de Hanane, récit cathartique romancé d'une femme algérienne dans la tourmente des attentats "kamikaze", Casbah édition, Alger 2009
- Alger en toutes lettres, éditions RSM, 2003
- La colombe de Kant, Roman, éditions Casbah, 2017,couronné le 11 octobre 2018 du Prix Escale littéraire d'Alger.

http://www.aps.dz/culture/79447-aicha-kassoul-laureate-du-prix-escale-litteraire-2018